# Micrófono piezoeléctrico

Esquema del funcionamiento de un micrófono piezoeléctrico

Un micrófono piezoeléctrico es un dispositivo diseñado para captar ondas sonoras y convertirlas en señales eléctricas, basado en las propiedades piezoeléctricas de algunas sustancias cristalinas, que son capaces de generar diferencias de potencial cuando son sometidas a algún tipo de presión mecánica.

## Funcionamiento

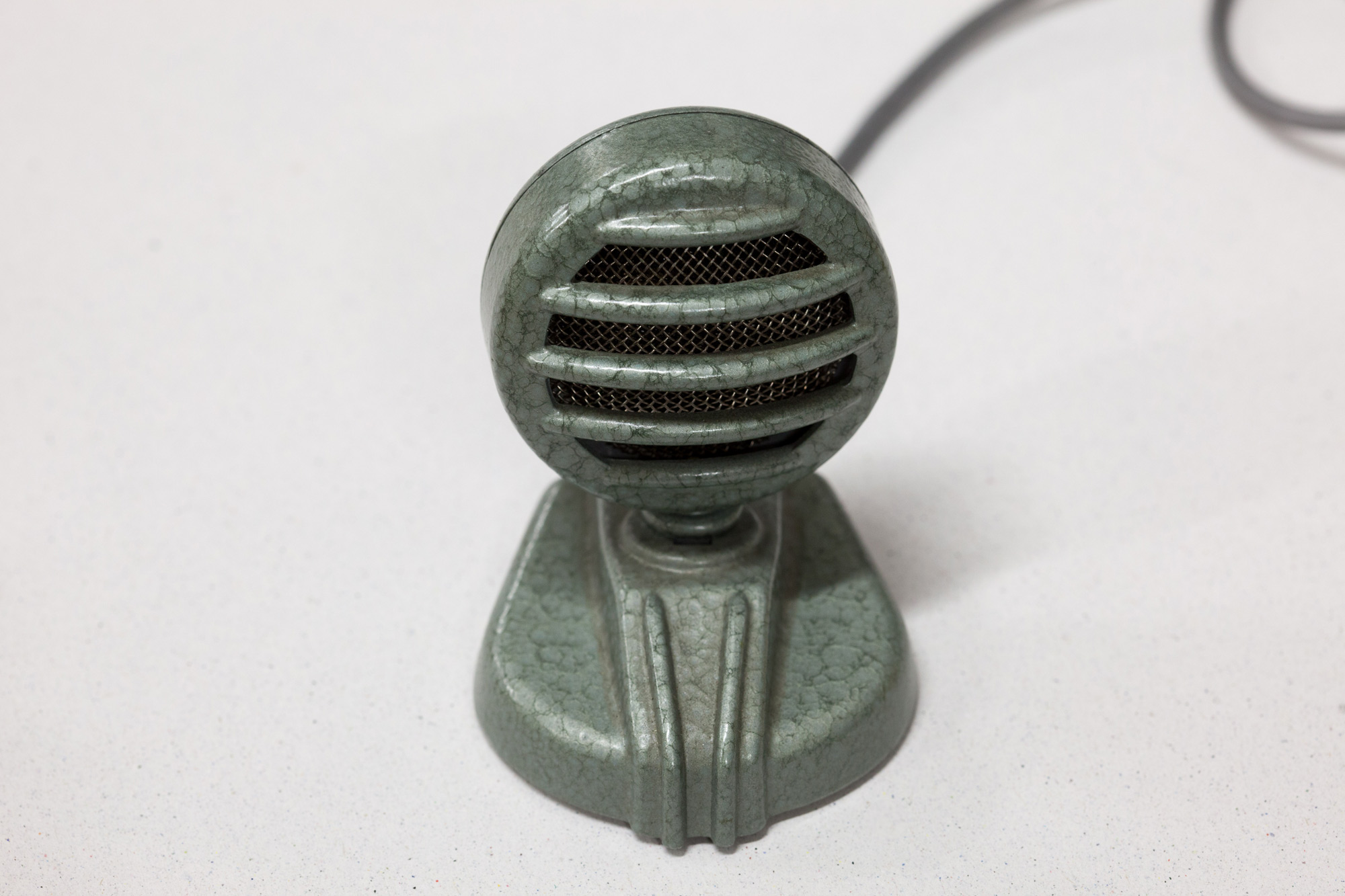
Micrófono de cristal fabricado en la DDR (1957)

Las ondas sonoras hacen vibrar el diafragma y, el movimiento de este, hace que se mueva el material contenido en su interior (cuarzo, sal de Rochelle, carbón, etc.) La fricción entre las partículas del material generan sobre la superficie del mismo una tensión eléctrica.
La señal eléctrica de salida es (o debería ser) análoga en cuanto a forma (amplitud y frecuencia) a la onda sonora que la generó.

## Aplicaciones
La respuesta en frecuencia de los micros electrostáticos es muy irregular, por lo que su uso en ámbitos de audio profesional está desaconsejada.
Sin embargo, los componentes piezoeléctricos son apreciados para la construcción de guitarras eléctricas, ya que consiguen un sonido cristalino de las cuerdas muy similar al de una guitarra acústica, para frases musicales sin distorsión, incluso con cuerdas de materiales no imantables como el bronce y el nylon.

## Tipos
Micrófonos piezoeléctricos son:
- El micrófono de cristal
- El micrófono de cerámica
- Los componentes piezoeléctricos en guitarras eléctricas. Véase Pastilla (instrumento eléctrico)